# 가미이타바시촌
가미이타바시촌(上板橋村)은 도쿄부 기타토시마군에 설치되었던 촌이다. 현재의 도쿄도 이타바시구, 네리마구에 해당한다.

## 역사
- 1889년 4월 1일 - 시정촌제 시행에 의해 가미이타바시촌이 성립하였다.
- 1932년 10월 1일 - 기타토시마군 전체가 도쿄시에 편입되어 이타바시구의 일부와, 네리마구의 일부가 성립하였다.

## 교통

### 철도
- 도조 철도→ 도부 철도 도조 본선
- 무사시노 철도 →세이부 철도 이케부쿠로선

## 참고문헌
- 交詢社編『日本紳士録 第16版』交詢社、1911年。
- 北豊島郡農会編『北豊島郡誌』北豊島郡農会、1918年。
- 篠田皇民『東京府市名誉録』東京人事調査所、1925年。
- 篠田皇民『自治団体之沿革 東京府之部』東京都民新聞社、1931年。
- 交詢社編『日本紳士録 第41版』交詢社、1937年。